# Methin

Methinová skupina

Methin je funkční skupina se vzorcem =CH−, odvozená od methanu. Je tvořena atomem uhlíku, ze kterého vede jedna dvojná vazba a dvě vazby jednoduché, přičemž jednou z nich je navázán atom vodíku. Také se pro ni používají názvy methyn a methen; systematický název podle Mezinárodní unie pro čistou a užitou chemii (IUPAC) je methylyliden.
Někdy se pro tuto skupinu používá též označení methylidyn, které však odpovídá skupině ≡CH (spojené se zbytkem molekuly trojnou vazbou) nebo radikálu ⫶CH.
Názvem methin se také nesystematicky označuje methantriylová skupina (>CH−), ze které vycházejí čtyři jednoduché vazby, z toho jedna na atom vodíku.

## Spojení methinových skupin
Dvě nebo více methinových skupin může vytvořit řetězec tvořený střídajícími se jednoduchými a dvojnými vazbami, jako je například v molekule piperylenu (H2C=CH−CH=CH−CH3) nebo této sloučeniny:
Každý atom uhlíku kromě tří v této molekule tvoří methinovou skupinu, dva jsou navázané na atomy dusíku, které nemají navázané vodíky a jeden na dusíkový atom, na kterém je navázán vodík; nachází se zde tak pětiuhlíkatý methinový řetězec.
Řetězce, ve kterých se střídají jednoduché a dvojné vazby, často vytváří konjugované systémy, které, pokud jsou cyklické, mohou způsobovat aromaticitu molekuly.